# Carlos del Castillo (director)
Carlos del Castillo (Ibagué, Colombia, 24 de agosto de 1976) es un director y productor de cine colombiano. Desde 1994, ha participado en más de un centenar de proyectos cinematográficos alrededor del mundo y en más de 30 obras teatrales a lo largo de su carrera.
Entre sus más recientes largometrajes como director están, segundo director o codirector de La Ciénaga, escrita por Manolo Cruz; El niño de los mandados, La Sonrisa de Nico, Somos uno (documental) y en la cinematografía / cam, asesoría en películas como Itzia, tango y cacao, Talión, Esmeralda, Camisa de fuerza, La matriarca, El trago de la novia, y Valentina, entre otros. Sus películas se encuentran entre las más galardonadas en la historia del cine nacional.

## Carrera
Su temprano interés por el arte dramático, el teatro, así como su conexión con la pintura, la literatura y la música, le han permitido a este amante del séptimo arte, desarrollar un estilo propio en la narrativa audiovisual destacando en sus proyectos cinematográficos con un sello propio que lo identifica, usando la semiótica y la semiología como herramienta principal para contar sus historias y las de otros autores. Su formación académica en el cine, inicia a los 15 años después de graduarse del Colegio.
Obtiene su grado en Arte Dramático en Colombia en 2003 con el título de Estudio Superior en Artes Escénicas, haciendo énfasis en la dirección de actores. Posterior a esto, obtiene su grado en Dirección y producción de Cine y TV en el Politécnico Santafé de Bogotá y en la Universidad Manuela Beltrán.
En 2006, funda ESADE, (Escuela Superior de Arte Dramático del Ecuador), ubicada en la Ciudad de Quito. Entre 2006 y 2008 adelanta estudios de Fotografía cinematográfica y Fotografía publicitaria en algunas escuelas en Europa, entre esas, la Escuela De Cine de Verona y la emblemática Escuela de Cine de Praga, “FAMU”. En 2011, crea la casa productora Photogroup Films, en los Estados Unidos.
En 2013, obtiene su diploma en Cine Digital en el New York Film Academy (Sede NY). Su primer largometraje como director en 2014 La ciénaga, entre el mar y la tierra, ha logrado hasta el momento más de 50 selecciones alrededor del mundo, y casi la misma cantidad de premios entre esos, tres premios en el Festival de Cine de Sundance, 2016, convirtiéndose en una de las películas más galardonadas en la historia del cine colombiano. La Ciénaga ha sido traducida a 27 idiomas alrededor del mundo.
Una de sus más recientes producciones cinematográficas es el largometraje El niño de los mandados, que al momento y sin haber sido estrenada en salas, ya ha recibido 19 premios internacionales, destacando Cannes y ha sido seleccionada por algunos importantes eventos cinematográficos y festivales, iniciando así su recorrido de difusión internacional.
En 2023, trabajó en la coproducción de Colombia, Estados Unidos, Alemania, Nigeria, China, Sudáfrica y Puerto Rico con título Esmeralda, que contó con reconocidos productores ejecutivos como Thorsten D. Meier, fundador de Life in Motion Group y el productor de cine de Hollywood Matt Weaver. En la película participaron también los colombianos María Camila Alonso (productora), Iván Parra (dirección de arte) y Juan David Cardona (montaje). Carlos del Castillo fungió como cinematógrafo. Otra historia audiovisual que contó con la participación de Carlos fue Itzia, tango y cacao, con un elenco conformado por Gerardo Romano, Hermes Camelo, Carmiña Martínez, Patricia Ércole, Ana Wills, y Julio Pachón. Carlos del Castillo estuvo a cargo de la supervisión artística de esta película, en colaboración con la dirección de arte de Iván Parra.

## Cinematografía

### Cine
- 2016: La ciénaga: Entre el mar y la tierra [15]
- 2019: Un Mojito a las 3
- 2020: Scammer [16]
- 2021: El niño de los mandados
- 2021: Sueños Eléctricos
- 2021: La sonrisa de Nico
- 2023: Esmeralda [17]
- 2023: Itzia, tango y cacao

## Reconocimientos
- Festival de Valladolid: Mejor Película - Espiga de Oro La ciénaga. Entre el mar y la tierra
- Festival de Cine de Sundance: Premio del Jurado - Película (World Cinema) La ciénaga. Entre el mar y la tierra (nominados); Premio del Público - Drama (World Cinema) La ciénaga. Entre el mar y la tierra (ganadores)
- Falcon International Film Festival de Londres: Mejor película, El niño de los mandados.[18]
- Festival Internacional de Cine de Guayaquil: Mejor película (largometraje de ficción); mejor dirección de fotografía; mejor director.[19]
- Real Time International Film Festival: Mejor Largometraje, El niño de los mandados.[20]
- Festival de Cannes: Mejor actor protagónico.[21]